# Pitta iris
Pitta iris é um pequena ave passeriforme da família Pittidae, endêmica do norte da Austrália. A espécie está mais intimamente relacionada com o Pitta superba da ilha Manus. De plumagem colorida, possui a cabeça preta aveludada com listras castanhas acima dos olhos, partes superiores verde-oliva, partes inferiores pretas, barriga vermelha brilhante e cauda verde-oliva. Endêmica da Austrália, a espécie vive nas florestas de monções, bem como algumas florestas de eucalipto mais secas.
Tal como acontece com outros pitas, é um pássaro secreto e tímido. Sua dieta consiste principalmente de insetos, outros artrópodes e de pequenos vertebrados. Os casais defendem seu território e se reproduzem durante a estação das chuvas, pois nesta época do ano encontram mais alimento para os filhotes. A fêmea põe de três a quatro ovos com manchas dentro de seu grande ninho abobadado. Ambos os pais defendem o ninho, incubam os ovos e alimentam os filhotes. Embora a espécie tenha um pequeno alcance global, é localmente comum e a União Internacional para Conservação da Natureza (IUCN) a avaliou como sendo de "menor preocupação" em relação a extinção.